# Джінн Еверт
Джінн Еверт (англ. Jeanne Evert; 5 жовтня 1957 — 20 лютого 2020) — колишня американська тенісистка.
Найвищим досягненням на турнірах Великого шолома було 3 коло в одиночному розряді.

## Часова шкала результатів на турнірах Великого шлему
| W | Ф | ПФ | ЧФ | #Р | КТ | К# | DNQ | A | NH |

| Турнір                                 | 1972 | 1973 | 1974 | 1975 | 1976 | 1977 | 1978 |
| -------------------------------------- | ---- | ---- | ---- | ---- | ---- | ---- | ---- |
| Відкритий чемпіонат Австралії з тенісу |      |      |      |      |      |      |      |
| Відкритий чемпіонат Франції з тенісу   |      |      |      | 1р   |      |      | 2р   |
| Вімблдонський турнір                   |      |      | 1р   |      | 2р   |      |      |
| Відкритий чемпіонат США з тенісу       | 1р   | 3р   | 1р   | 2р   | 2р   | 2р   | 3р   |
| Рейтинг WTA на кінець року             |      |      |      | 42   | 49   | 47   | 70   |

- У ці роки основна сітка Відкритого чемпіонату Франції складалася з 64 учасниць, а основна сітка Відкритого чемпіонату США складалася з 64 учасниць до 1976 року.